# 5672 (année hébraïque)
5672 (hébreu : ה'תרע"ב , abbr. : תרע"ב) est une année hébraïque qui a commencé à la veille au soir du 23 septembre 1911 et s'est finie le 11 septembre 1912. Cette année a compté 355 jours. Ce fut une année simple dans le cycle métonique, avec un seul mois de Adar. Ce fut la seconde année depuis la dernière année de chemitta.

## Calendrier
Ce calendrier hébraïque de l'année 5672 donne les correspondances avec les dates du calendrier grégorien.
Le premier nombre dans chaque case correspond au jour du mois hébraïque. Les jours en couleurs sont des jours remarquables juifs .
| ◄◄ | 5672 | ►► |

## Naissances
- Julius Axelrod
- Raoul Wallenberg

## Décès
5667 - 5668 - 5669 - 5670 - 5671 - 5672 - 5673 - 5674 - 5675 - 5676 - 5677